# Фаундевър
„Фаундевър“ (на френски: Foundever) е люксембургско предприятие за аутсорсинг на обслужване на клиенти със седалище в Люксембург, контролирано от френския холдинг „Асосиасион фамилиал Мюлиез“. През 2023 година то има обем на продажбите от 4 милиарда щатски долара и около 170 хиляди служители.
Основано е през 1985 година в Съединените щати под името „Сайтел“. През 2015 година „Сайтел“ е придобита от френския си конкурент „Актикал“, а след поглъщането на „Сайкс Ентърпрайсиз“ от 2023 година групата се преименува на „Фаундевър“. От 2021 година 80% от групата са собственост на семейния холдинг „Асосиасион фамилиал Мюлиез“.
„Фаундевър“ има свое подразделение в България – „Фаундевър България“ – което е основано през 2006 година и оперира два колцентъра – в София и Варна.